# Vice-président de la république des Seychelles
Le vice-président de la république des Seychelles (en créole seychellois : Vis-Prezidan Larepiblik Sesel ; en anglais : Vice-President of the Republic of Seychelles) est la deuxième plus haute fonction du pouvoir exécutif des Seychelles après le président de la République dont il assure la succession en cas de vacance de la fonction de celui-ci.
La fonction est créée en 1996 à la suite d'une révision de la Constitution de 1993. Son actuel titulaire est Ahmed Afif depuis le 20 octobre 2020.

## Élection
Le vice-président est élu au suffrage universel scrutin direct en même temps que le président de la République, sur un « ticket » et pour la même durée de mandat de cinq ans.
Il ne peut exercer que deux mandats de cinq ans, consécutifs ou non.

## Liste des titulaires
| N° | Portrait        | Titulaire (Naissance-mort)  | Mandat           | Mandat          | Mandat                     | Parti politique | Parti politique | Président de la République |
| N° | Portrait        | Titulaire (Naissance-mort)  | Début            | Fin             | Durée                      | Parti politique | Parti politique | Président de la République |
| -- | --------------- | --------------------------- | ---------------- | --------------- | -------------------------- | --------------- | --------------- | -------------------------- |
| 1  | James Michel    | James Michel (né en 1944)   | 18 août 1996     | 14 avril 2004   | 7 ans, 10 mois et 26 jours |                 | FPPS            | France-Albert René         |
| 2  | Joseph Belmont  | Joseph Belmont (1947-2022)  | 16 avril 2004    | 30 juin 2010    | 6 ans, 2 mois et 14 jours  |                 | FPPS            | James Michel               |
| 3  | Danny Faure     | Danny Faure (né en 1962)    | 1er juillet 2010 | 16 octobre 2016 | 6 ans, 3 mois et 15 jours  |                 | Lepep           | James Michel               |
| 4  | Vincent Mériton | Vincent Mériton (1959-2022) | 28 octobre 2016  | 27 octobre 2020 | 3 ans, 11 mois et 29 jours |                 | Lepep           | Danny Faure                |
| 5  | Ahmed Afif      | Ahmed Afif (né en 1967)     | 27 octobre 2020  | en cours        | 4 ans, 7 mois et 30 jours  |                 | LDS             | Wavel Ramkalawan           |